# 13904 Univinnitsa
13904 Univinnitsa eller 1975 TJ3 är en asteroid i huvudbältet som upptäcktes den 3 oktober 1975 av den ryska astronomen Ljudmila Tjernych vid Krims astrofysiska observatorium på Krim. Den är uppkallad efter Vinnytsias pedogogiska universitet.
Asteroiden har en diameter på ungefär 10 kilometer.